# 1769 au Canada
Pour un article plus général, voir Chronologie du Canada.
Cet article traite des événements qui se sont produits durant l'année 1769 au Canada.

## Événements

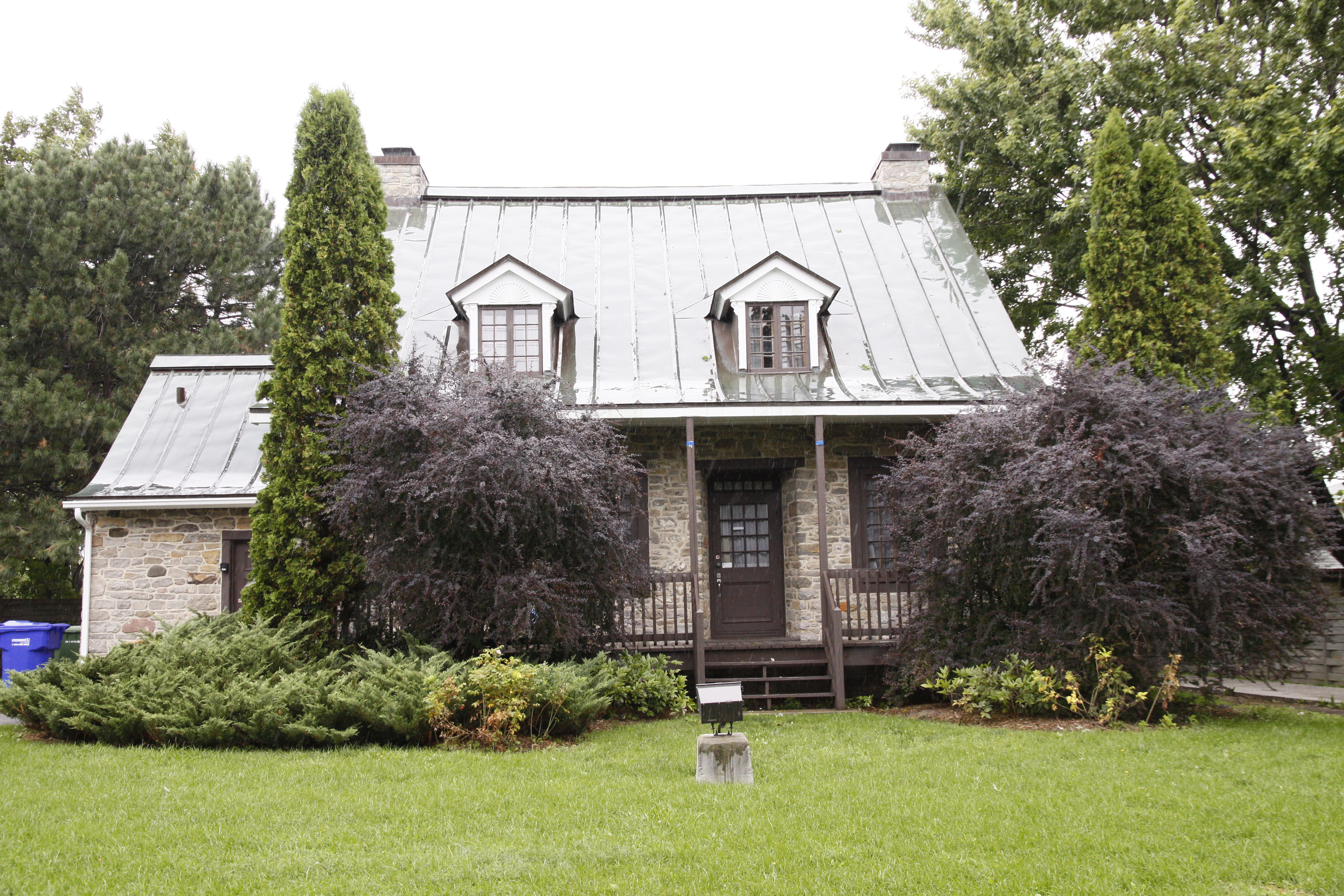
Maison Hyacinthe-Jamme-Dit-Carrière à Montréal construite en 1769

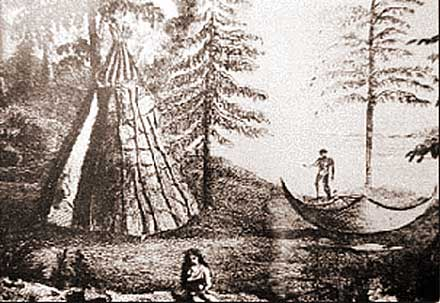
Camp Béothuk à Terre-Neuve

- 30 mai : Le conseil privé de Londres décrète que l'Île Saint-Jean forme une colonie avec son propre gouvernement séparée de la Nouvelle-Écosse. Son premier gouverneur est Walter Patterson. .
- Juin : observation du transit de Vénus par William Wales à la Baie d'Hudson.
- Frances Brooke, auteure anglaise en poste au Canada écrit la première nouvelle canadienne The History of Emily Montague.
- John Byron est nommé gouverneur de Terre-Neuve.
- Édit royal de la Grande-Bretagne afin de protéger les Béothuks de Terre-Neuve contre des crimes commis contre eux. Cela n'empêchera pas d'autres exactions commis contre ce groupe[1].
- La Congrégation de Notre-Dame de Montréal achète la totalité de ce qui va s'appeler l'Île des Sœurs près de Montréal.

## Naissances
- 12 mars : Archibald Campbell, lieutenant-gouverneur du Nouveau-Brunswick.
- 4 juin : James Cuthbert, seigneur et homme politique.
- 29 juin : Mathew Bell, homme d'affaires et homme politique.
- 6 octobre : Sir Isaac Brock, général.
- Francis Gore, lieutenant-gouverneur du Haut-Canada.

## Décès

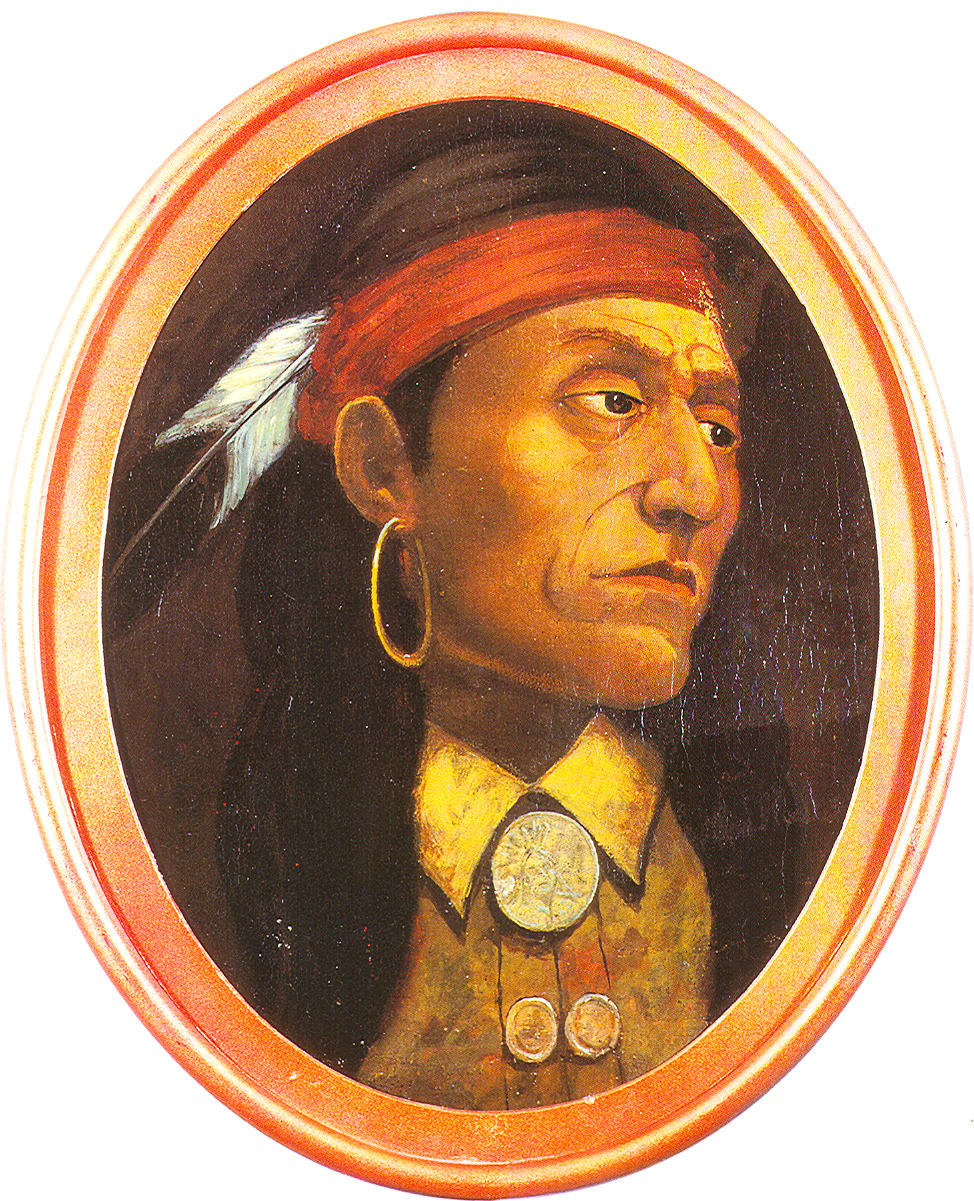
Chef Pontiac

- 20 avril : Pontiac (Outaouais), chef indien.
- 8 mai : Pierre Pouchot, militaire français.
- 3 juillet : Ambroise Rouillard, prêtre.